# Bassaricyon neblina
Bassaricyon neblina (лат.) — млекопитающее из рода олинго семейства енотовых. В некоторых популярных изданиях имеет название олингито от исп. olinguito — «маленький олинго». Видовое латинское название neblina происходит от исп. neblina — «дымка», «очень слабый туман», и дано в честь туманных горных лесов, в которых обитает это животное.

## Внешний вид
Самый мелкий вид в семействе енотовых. Размеры варьируют от 32 до 40 см, длина хвоста — от 33 до 40 см. Вес составляет 0,75—1,1 кг. От других олинго отличается меньшим размером, а также более длинной, густой и пёстрой шерстью. В Эквадоре она светло-коричневая с чёрными вкраплениями, в Колумбии — красно-коричневая.

## Ареал и места обитания
Обитает в Южной Америке во влажных горных лесах Эквадора и Западной Колумбии, произрастающих на склонах западной и центральной части Северных Анд на высотах от 1500 до 2750 м.

## Образ жизни и питание
О B. neblina пока известно немного. Хотя животное и относится к хищным млекопитающим, но питается в основном фруктами и листьями деревьев. Ведёт ночной одиночный образ жизни, обитает в кронах деревьев, на землю спускается редко. В помёте у самки этого вида всего один детёныш.

## Подвиды
Образует 4 подвида:
- Bassaricyon neblina neblina — мельче, чем B. n. osborni, но крупнее B. n. hershkovitzi и B. n. ruber; по окраске похож на B. n. osborni, но менее рыжий и с большим преобладанием черного цвета на концах шерстинок меха; эндемик Эквадора, где обитает в лесах на западных склонах Анд на высоте от 1800 до 2300 м;
- Bassaricyon neblina osborni — самый крупный подвид, с короткой и широкой мордой; окраска меха на спине от коричневато-бронзовой до оранжевато-бурой с черными и золотистыми концами шерстинок, более серой мордой и лапами, хвост обычно сероватый с золотисто-бурыми концами шерстинок; обитает в Колумбии на восточных склонах Западных и западных склонах Центральных Анд на высоте от 1500 до по крайней мере 2750 м;
- Bassaricyon neblina hershkovitzi — самый мелкий подвид с очень длинным насыщенно-оранжево-бурым с золотистыми и черными концами шерстинок мехом на спине и хвосте, более золотисто-бурой мордой и лапами; обитает в Южной Колумбии на восточных склонах Центральных Анд на высоте от 2300 до 2400 м;
- Bassaricyon neblina ruber — мельче, чем B. n. neblina и B. n. osborni, с наиболее длинным и красноватым мехом среди всех подвидов (мех красноватый с золотистыми и черными концами шерстинок), более золотисто-бурой мордой и красновато-бурыми лапами; обитает в Колумбии на западных склонах Западных Анд на высоте от 2200 до 2400 м.

## История открытия
Открытие Bassaricyon neblina стало результатом продолжительной работы американского зоолога Кристофера Хелджена по систематизации имеющихся данных и материалов о роде Bassaricyon: начиная с 2003 г. Хелджен обследовал мех и кости животных этого рода в 19 музеях и коллекциях, установив, что среди них присутствуют образцы, относящиеся к неописанному виду животных. В 2006 г. Хелджен вместе с группой исследователей отправился на поиски этого животного в высокогорные районы Эквадора, в так называемые туманные леса, на которые указывали обнаруженные образцы, — и в скором времени, действительно, нашёл ранее неизвестное животное. Затем несколько лет ушло на проведение молекулярно-генетического исследования ДНК, подтвердившего, что B. neblina в самом деле является отдельным видом. При этом оказалось, что его ДНК уже имелась в базе данных учёных: самка этого вида была поймана в Колумбии ещё в 1967 году, но по ошибке была принята за другой, более крупный вид. Попытки скрестить её с самцами другого вида оказались безуспешными. В середине августа 2013 года Хелджен с коллегами опубликовали результаты своего исследования, и Bassaricyon neblina приобрёл известность, став первым новым видом хищных млекопитающих Нового Света, открытым после перерыва в 35 лет со времени открытия в том же регионе в 1978 году колумбийской ласки (Mustela felipei).